# 司法条文主義
条文主義とは、法解釈の形式主義理論の一種であり、その法律を通過させた議会の意図（原意主義）や、その法律によって解決したい問題（目的論的解釈）や、裁判官の抱く本質的な疑問や法の公正さなどの、条文以外の法源を追求するのではなく、法律の通常の意味がその解釈を支配することを支持する。
| 「 | 条文主義の裁判官たちは、裁判所は、委員会の議事録や起草者の説明を立法趣旨の権威ある証拠として扱うべきではないと主張し、多大な実際的な影響を与えた。条文主義の裁判官たちが、このような解釈慣行に抵抗する根拠は、主に次の２つである。第一に、法律の曖昧さを正しく解決する上で、535人もの議員を擁する議会には、「真の」集合的意思は存在しない（そして、仮に存在したとしても、議会全体の「意思」と委員会や起草者の意見を同一視できるという信頼すべき根拠はない）。第二に、立法経緯に重きをおくことは、両院制や送付条項のような憲法によって義務付けられた手続きに反している。 | 」 |
| —ジョン・F・マニング（「非委任の原則としての条文主義（Textualism as a Nondelegation Doctrine）」、コロンビア・ロー・レビュー97号、673ページ、1997年、 JSTOR 1123360より） | |    |

条文主義者は、「法律の構成を見て、その言葉が、客観的に見て合理的で熟練した言語使用者の心にどう聞こえるかを考えて聞く」。

したがって、条文主義者は、条文の意味を確認する際に、立法経緯関係の資料に重きをおかない。
条文主義はよく原意主義と混同されるが、ヒューゴ・ブラックやアントニン・スカリアのような最高裁判事によって提唱されている。スカリアは、1997年のタナー講義において、自分の主張をこのように区別している。
「統治するのは法であり、立法者の意図ではない」。
オリバー・ウェンデル・ホームズ・ジュニアは、自身は条文主義者ではないが、その哲学と意図主義に対する批判をよく理解していた。
「裁判官は、その人物が何を意図しているかではなく、その言葉が、実際に使われた状況において、普通の英語話者にとって何を意味するかを問う…裁判官は、議会の意図を問わない。法律の意味のみを問う」。

厳格解釈主義は、素人や評論家により、しばしば条文主義の同義語として誤用される。
もちろん、条文主義者が厳格解釈主義者でありえないわけではないが、この両者は異なる立場である。
例えば、スカリア判事はこう警告している。「条文主義を、いわゆる厳格解釈主義と混同してはならない。これは条文主義に誤解を招く堕落した条文主義である。
私は厳格解釈主義者ではないし、誰もそうあるべきではない…
法律の条文は、厳格に解釈すべきでもなければ、いい加減に解釈すべきでもない。
条文は、それが正しく意味するところをすべて汲み取って、合理的に解釈するべきなのだ」。

同様に、条文主義を、「バーガー・コート」（ウォーレン・E. バーガーが長官を務めた時期の最高裁判所のこと）がテネシー川流域開発公社対ヒルのような事件で援用したことで有名な、明白な意味の原則のようなより単純な理論に基づく方法と混同してはならない。こちらの方法では、一般的な理解や文脈を参照することなく、言葉の辞書的な定義に着目する。

## 方法
条文主義は、条文の言葉の通常の意味に着目するが、着目するのは「条文」全体の通常の意味であって、単に条文を構成する各「単語」のありうる意味の範囲に着目するわけではない。
この法律が除外しているのは、『外国製』の商品だけであるが、多数派は、『外国で作られた』商品ではなく、『外国人によって作られた』商品だと思っているかもしれない。私はそうは思わない。単語は音節と同じように、単独ではなく、文脈の中で意味を獲得する。『外国の（foreign）』のように単語だけを辞書で引くと、多数派が示唆するような意味になるかもしれないが、そのような方法だと、『目の中に異物（foreign object）が入った』というようなフレーズも、イタリア製品かなんかを意味すると解釈されるだろう。『外国製の（of foreign manufacture）』というフレーズは一般的な用法であり、『外国で作られた』という意味に理解されている。」
「Ｋマート対カルティエ」、486 U.S. 281, 319（1988年）スカリア判事、一部同意・一部反対意見。
スカリア判事は、実例として、「麻薬密売犯罪」がらみで被告が「銃を使用」した場合には、刑期が長くなるような法律の関係する事件に言及している。
その事件で被告は、弾丸を装填していない銃を、コカインと交換することを持ちかけていた。そして多数派は、これが量刑を重くする条件を満たしていると（スカリアに言わせれば誤って）見なしていた。
「真の条文主義者」はそのような判決を下さない、とスカリアは書いている。
「銃を使用」というフレーズは、正しくは、銃が通常使われる目的、つまり、武器としての使用を意味している。私が反対意見で指摘したように、「あなたは杖を使っているか？」と聞く人は、あなたがお祖父さんの古い杖を廊下に飾りとして掛けているかどうかを聞きたいわけではない。
スカリア判事はこうも書いている。
法令集内の用語の意味は、一部の国会議員がそう理解していると示された意味ではなく、(1)どの意味が、文脈および通常の用法に一致しており、したがって、（その法律に従う市民はもちろん）その法律の条文に対して投票した議員全体がそう理解している可能性が高いか、(2)どの意味が、その条文が組み入れられる関連法典と一貫性があるか（そのような一貫性は、無害な法的フィクションとして、議会が常に念頭に置いていると仮定される）、に基づいて判断すべきである。私は、法廷で論じられる経緯や立法に関するいかなる資料によっても、このような要因によって示唆される意味と異なる結果が導かれることを認めない。
「グリーン対ボック洗濯機社」、490 U.S. 504, 528 (1989年)スカリア判事、同意意見。
条文主義者は一般に、裁判所が法律を「修正」する権限を認めない。
だが、たとえあらゆる道理に反して、司法審査において、「事実上」常に憲法の方が通常の法律よりも価値があるとしても、そのような優先順位を、この両者を区別しない法律の中に書くことは筋が通らない。我々は、そのような司法による立法の書き換えを、単に特定の事例に対する法律の適用が望ましくないだけでなく、実際に「重大な憲法上の疑義」を提起するような場合でも拒否する。したがって、先に述べたように、我々に許されるのは、法律の可能な解釈の中から１つを採用することだけであって、違憲審査を避けるために、用語を捻じ曲げて立法意思を無視することは許されない。
「ウェブスター対被告名不詳」、486 U.S. 592, 619スカリア判事、反対意見。
ただし、条文主義者は、表示上の錯誤の原則（doctrine of lapsus linguae）は認めている。
この原則は、法律の文面の中に、明らかな表現ミスが存在するような状況に適用される。
（「合衆国対X-Citementビデオ」、513 U.S. 64などを参照）
(1994年)（スカリア判事、反対意見）
（「私は、私法に関する事件では、表示上の錯誤の原則を認める。この原則の下では、言葉を通常の意味で解釈すると、不合理な意味や、憲法違反の意味になる可能性がある場合には、言葉を通常と異なる意味で解釈することが許される」。）
（「グリーン対ボック洗濯機社」、490 U.S. 504, 527を参照）
(1989年)（スカリア判事、同意意見）
（「我々は今、文字通り解釈すると、不合理でおそらく憲法に反する結果を生じる法律に直面している。
我々の仕事は、連邦証拠規則609(a)(1)の中の「被告」という単語に、このような結果を回避するような意味を与え、規則609(a)(1)が、連邦証拠規則403の施行を除外しているかどうかを判断することである。）
他の条文主義者は、これとは異なる結論に至る可能性もある。
スカリアの表面的な矛盾は、おそらく、彼がときに憲法判断回避の原則のような、より尊重すべき法解釈の原則に従うことを選ぶことにより説明できる。
オックスフォード英語辞典によれば、「条文主義（Textualism）」という英単語が初めて使われたのは、1863年にマーク・パティソンがピューリタン神学を批判したときであった。

最高裁判所で最初に「条文主義」という単語が使われたのは、その１世紀後のロバート・ジャクソン判事による「ヤングズタウン・シート＆チューブ社対ソーヤー」事件に対する意見の中であった。

キャス・サンスティーン教授は、「形式主義は経験的に擁護すべきか？」という論文の冒頭で、こう述べている。
ナチスの時代のドイツの裁判官は、形式主義を否定していた。彼らは、法律の条文の通常の意味や元の意味に頼っていなかった。それどころか、法律は、ナチスの体制を参照することによって定義される「時代精神」に従って解釈すべきである、と考えていた。ナチスドイツの裁判官は、「法律を解釈する際に、法律の文字に執着するのではなく、その核心にある意味を見抜き、立法者の目指したものが実現されるために協力する」ことによってのみ、裁判所の仕事は達成できると考えていた。…戦後の連合軍は、ドイツの法制度を改革する方法について、さまざまな選択肢に直面した。その第一段階は、法解釈の際に形式主義的な「明白な意味」の方法論を求めることであった。
キャス・サンスティーン、「形式主義は経験的に擁護すべきか？（Must Formalism Be Defended Empirically?）」、シカゴ大学ロー・レビュー66号、636、662～66ページ (1999年)（ライヒ最高裁判所・刑事部公撰判例（1939年）・第72巻・9ページを、インゴ・ミュラー（Ingo Muller）著「ヒトラーの正義：第三帝国の法廷（Hitler's Justice: The Courts of the Third Reich）」（1991年）の101ページの翻訳から引用）。

## オーストラリア
条文主義はオーストラリアで影響力があり、特にガーフィールド・バーウィック卿の法解釈方法論として有名であった。
1901年法律解釈法の改正では、条文主義の重要な要素を否定しており、法律の解釈には、その法律を導入した大臣が第二読会で行った演説内の声明を利用してよい、としている。